# Coccomyces gaultheriae
Coccomyces gaultheriae är en svampart som först beskrevs av Dearn., och fick sitt nu gällande namn av DiCosmo, Nag Raj & W.B. Kendr. 1983. Coccomyces gaultheriae ingår i släktet Coccomyces och familjen Rhytismataceae.   Inga underarter finns listade i Catalogue of Life.